# Anthocercideae
Tribu
La tribu des Anthocercideae est une tribu de plantes de la sous-famille des Nicotianoideae dans la famille des Solanaceae. 

## Liste des genres et espèces
Selon NCBI (3 mars 2012) :
- genre Anthocercis
  - Anthocercis angustifolia
  - Anthocercis gracilis
  - Anthocercis ilicifolia
  - Anthocercis intricata
  - Anthocercis littorea
  - Anthocercis myosotidea
  - Anthocercis racemosa
  - Anthocercis sylvicola
  - Anthocercis viscosa
- genre Anthotroche
  - Anthotroche blackii
  - Anthotroche myoporoides
  - Anthotroche pannosa
  - Anthotroche walcottii
- genre Crenidium
  - Crenidium spinescens
- genre Cyphanthera
  - Cyphanthera albicans
  - Cyphanthera anthocercidea
  - Cyphanthera microphylla
  - Cyphanthera odgersii
- genre Duboisia
  - Duboisia hopwoodii
  - Duboisia leichhardtii
  - Duboisia myoporoides
- genre Grammosolen
  - Grammosolen dixonii
  - Grammosolen truncatus
- genre Symonanthus
  - Symonanthus aromaticus
  - Symonanthus bancroftii